# Кандалакшки резерват биосфере
Кандалакшки резерват биосфере (рус. Кандала́кшский госуда́рственный приро́дный запове́дник) заштићено је природно подручје са статусом строгог резервата природе (IUCN категорија Ia) на крајњем северозападу европског дела Руске Федерације. Резерват је основан 7. септембра 1932. са циљем заштите природних станишта морских и мочварних птица (посебно морских патака из рода Somateria) и представља једно од најстаријих заштићених природних подручја на тлу Русије. Обухвата приобални део и острва уз северну обалу Кољског полуострва на Баренцовом мору (архипелаг Седам острва), те део обале и острва у Кандалакшком заливу Белог мора. Административно припада Мурманској области, односно њеним рејонима Кандалашком, Кољском и Ловозерском.
Заштићено подручје овог природног резервата обухвата територију површине 70.530 хектара, а око 74% површине резервата је маринског, а остатак копненог карактера. У границама резервата налази се више од 550 острва, а већина њих су без вегетације и јако малих димензија (шкољ). Најближи град, и град у ком се налази управа резервата је Кандалакша која је удаљена око 5 километара од централног дела резервата на обалама Кандалакшког залива. Од 1976. године резерват се налази на листи Рамсарске конвенције.
У вегетационом погледу јужни делови резервата се налазе у зони северне тајге, док је северни део у зони тундре. Биодиверзитет је знатно већи на подручјима уз обале Баренцовог мора где је клима знатно блажа, а обала ослобођена од леда готово током целе године захваљујући утицајима крака топе Голфске струје који тече тим делом. На подручју резервата регистровано је постојање око 700 врста васкуларних биљака и око 400 врста бриофита. Од дрвенастих биљака највише је бора и смрче, док су северне камените обале прекривене лишајевима.
На тлу резервата обитава 67 врста сисара, 258 врста птица, 2 врсте рептила, 3 врсте водоземаца.